# Zoe Lucas
Rebecca Lucas (nacida el 2 de mayo de 1992) es una luchadora profesional inglesa quien compite con diversas empresas independientes europeas bajo el nombre de Zoe Lucas. Es conocida por sus apariciones en World Wonder Ring Stardom, Revolution Pro Wrestling, Pro-Wrestling: EVE y en el circuito independiente en Estados Unidos.
Lucas ha sido una vez Campeona Británico Femenino de RevPro.

## Carrera

### Circuito independiente (2015-presente)
Debutó en 2015 con un grupo inglés.
El 2 de diciembre de 2018 en RevPro Live At The Cockpit 35 , Lucas ganó el Campeonato Británico Femenino de RevPro derrotando a Jamie Hayter donde mantuvo su reinado de 439 días hasta perderlo ante Gisele Shaw el 14 de febrero de 2020 en RevPro High Stakes 2020.

### World Wonder Ring Stardom (2018-presente)
Lucas debuta en Japón en febrero de 2017 para participar con la empresa japonesa World Wonder Ring Stardom. Después de unirse a STARS, se dirigió al "Tokyo Cyber Squad" dirigido por Hana Kimura en su primera lucha como parte de la facción.
En Nagoya Games el 15 de julio junto con Bobbi Tyler y Hana Kimura, retaron a Mayu Iwatani, Saki Kashima y Tam Nakano por sus Campeonato Artístico de Stardom, pero desafortunadamente no ganaron el título.

## Campeonatos y logros
- Ironfist Wrestling
  - Ironfist Women's Championship (1 vez)[2]

- Revolution Pro Wrestling
  - RevPro British Women's Championship (1 vez)

- RISE Wrestling
  - Phoenix of RISE Championship (1 vez)[3]

- Pro Wrestling Illustrated
  - Situada en el Nº96 en el PWI Female 100 en 2018.
  - Situada en el Nº86 en el PWI Female 100 en 2019.
  - Situada en el Nº79 en el PWI Female 100 en 2020.